# Кадыров, Маджит
Маджит Кадыров — советский хозяйственный, государственный и политический деятель.

## Биография
Родился в 1932 году в Ташкентской области. Член КПСС.
С 1950 года — на хозяйственной, общественной и политической работе. В 1950—1985 гг. — агроном, организатор сельскохозяйственного производства в Ташкентской области Узбекской ССР, председатель Верхнечирчикского производственного колхозно-совхозного управления, начальник группы инспекторов Министерства заготовок Узбекской ССР, первый секретарь Верхнечирчикского/Коммунистического райкома КП Узбекистана, заместитель председателя Ташкентского облисполкома.
Жил в Узбекистане.

## Награды и звания
- орден Трудового Красного Знамени (01.03.1965; 27.08.1971; 19.03.1976)
- орден Дружбы народов (26.02.1981)